# ELLY
ELLY(엘리, 1987년 9월 21일 ~ )는 일본의 댄서이며, 3대째 J Soul Brothers의 멤버이다.
아오모리현 미사와시 출신. LDH 소속.

## 내력
2010년 4월, 극단 EXILE 카제구미의 멤버가 된다. 7월, 3대째 J Soul Brothers의 퍼포머로 선택된다. 9월 27일, 《FANTASY 후야제 ~EXLE 혼~》에서, 첫 피로된다. 11월 10일, 싱글 〈Best Friend's Girl〉로 데뷔.
2011년 7월 19일, 병행해 활동하고 있던 극단 EXILE 카제구미를 탈퇴한다.

## 인물
- 어머니는 일본인. 아버지는 미국인으로, 전 OPBF 수퍼 웰터급 왕자인 카를로스 엘리엇[2].

## 출연

### 드라마
- 비바 BLUES 제7화 (2011년 8월 17일, 닛폰 TV)
- HiGH&LOW~THE STORY OF S.W.O.R.D.~ (2015년 10월 ~ 12월, 닛폰 TV) - Ice 역
  - HiGH&LOW Season2 (2016년 4월 ~ 6월)

### 영화
- 크로우즈 EXPLODE (2014년, 토호) - 야마시타 코헤이 역
- TRASH/트래시 (2015년) - 켄토 역
- HiGH&LOW THE MOVIE (2016년, 쇼치쿠) - Ice 역